# Franco Sartori (storico)
Franco Sartori (Crocetta del Montello, 30 dicembre 1922 – Padova, 13 ottobre 2004) è stato uno storico italiano, professore ordinario di storia greca e di storia romana all'Università di Padova.

## Opere principali
- Problemi di storia costituzionale italiota (1953);
- Le eterie nella vita politica ateniese del VI e V sec. a. C. (1957);
- Una pagina di storia ateniese in un frammento dei "Demi" eupolidei (1975);
- Dall'Italia all'Italia (2 voll., 1993);
- Edizioni con traduzione delle opere di Platone con particolare riguardo alla Repubblica.